# Vlașca, Ialomița
Vlașca este o localitate componentă a municipiului Fetești din județul Ialomița, Muntenia, România. La recensământul din 2002, localitatea avea 2160 locuitori, din care 1695 s-au declarat români, 464 țigani și 1 de altă naționalitate.